# Nicolás Massú
Nicolás Alejandro Massú Fried, född 10 oktober 1979 i Viña del Mar, Chile, är en chilensk högerhänt före detta professionell tennisspelare.  
Nicolás Massú blev professionell spelare på ATP-touren 1997. Han har till november 2006 vunnit sex ATP-titlar i singel, den första vann han 2002 i Buenos Aires. Han rankas i november 2006 på 44 plats i singel, men var som bäst rankad som nummer 9 (september 2004). Han har vunnit en dubbeltitel och rankades som nummer 31 i dubbel (juli 2005). Han har vunnit 3,466,181 US dollar i prispengar. 
Massú tog tillsammans med Fernando González Chiles första OS-guld någonsin då de vann dubbelturneringen vid sommar-OS 2004, dagen därpå tog Massú sitt andra guld då han besegrade Mardy Fish i singelfinalen.  
Nicolás Massús far är ursprungligen från Palestina och hans mor från Ungern. Han började spela tennis vid 5 års ålder tillsammans med sin äldre bror Jorge. Massú avslutade sin tenniskarriär 2013.